# Schwaren
Schwaren (auch Sware, Swarer Penning = schwerer Pfennig, gravis denarius oder Dickpfennig) war die Bezeichnung eines in Nordwestdeutschland (Erzstift Bremen und Westfalen) verbreiteten zweiseitig geprägten Pfennigtyps. Der Sware, so die niederdeutsche Bezeichnung, wurde im 14. und 15. Jahrhundert vor allem in Westfalen geprägt. Seine zeitgenössische Bezeichnung   sware penninge  sollte ihn vom einseitig geprägten Hohlpfennig, genannt hole penninghe oder levis denarius, unterscheiden. Die Hohlpfennige standen zum frühen Swaren in einem Wertverhältnis von drei zu eins.
In Bremen und Oldenburg gab es das Nominal bis 1871.

## Geschichte und Verbreitung
Die Swaren wurden zunächst in großer Menge von den Bischöfen von Münster geprägt. Einer dieser Münzherren, Florenz von Wewelinghofen (1364–1379), war sogar Namensgeber einer Münze. Seine Swaren wurden „Wewelinghöfer“ genannt. Der Münsteraner Sware war auf der einen Seite mit dem Brustbild des Bischofs, auf der anderen Seite mit dem Kopf des Heiligen Paulus geprägt.
Die große Bedeutung der Münsteraner Swaren im Geldumlauf in Westfalen und den anliegenden Ländern war Anlass, sie nachzuprägen. Unter Beibehaltung der Bilder der Münsteraner Swaren sind Nachprägungen der Stadt Bremen (ab 1369), solche aus der Grafschaft Hoya, Diepholz und Oldenburg sowie der Pröpste von Wildeshausen und der Burgmannen von Vechta bekannt. Sie unterscheiden sich von den Münsteraner Vorbildern durch veränderte Umschriften und kleine Beizeichen.
Vor allem aber durch ihr Gewicht unterschieden sich vor allem die Bremer Schwaren von ihren Münsterschen Vorbildern: um 1400 mussten fünf, statt nur noch vier Bremer Sware für einen Groten gegeben werden. Unverwechselbares Kennzeichen der Swaren besteht darin, dass sie von 19–20 mm breiten Stempeln auf Schrötlingen von 13 bis 16 mm Durchmesser geprägt wurden. Die dadurch unvollständigen Umschriften erschweren die Herkunftsbestimmung vieler mittelalterlicher Swaren.
Am Ende des Mittelalters wurde die Prägung der Sware in Münster eingestellt.

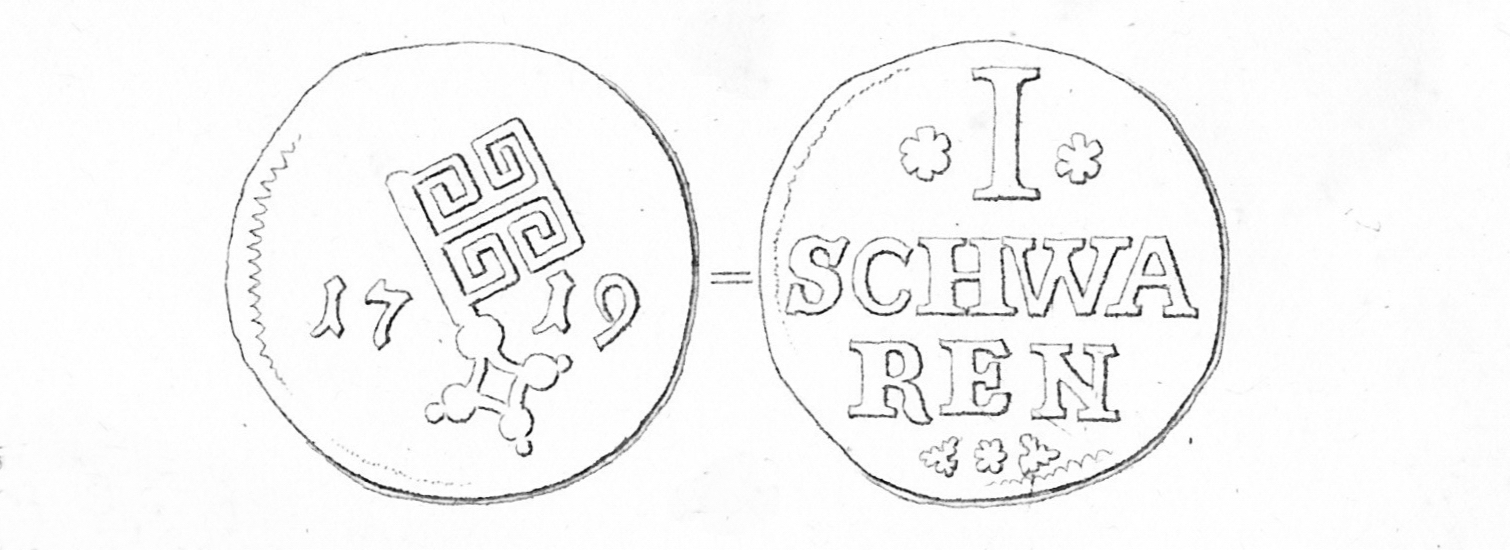
Bremer Schwaren, Kupfer, 1719

Der Name erhielt sich aber noch bis in die Neuzeit für ein Nominal des Bremer- und Oldenburger-Münzsystems. Bis ins 15. Jahrhundert blieben sie in Bremen das gebräuchlichste Geld. Die Schwaren, durch geringer werdendes Gewicht und abnehmenden Silbergehalt immer mehr entwertet, wurden schließlich 1719–1866 (Bremen) nur noch in Kupfer ausgeprägt. Ein Bremer bzw. Oldenburger Groten galt bis 1871 fünf Schwaren.